# Філ Форд (баскетболіст)
Філ Форд (англ. Phil Ford, 9 лютого 1956) — американський баскетболіст.
Олімпійський чемпіон 1976 року.